# Beit Lid
Beit Lid, en arabe : بيت ليد, est une ville du gouvernorat de Tulkarem en Palestine, au nord-ouest de la Cisjordanie. Elle est située à 10 kilomètres au sud-est de Tulkarem. Selon le recensement du Bureau central palestinien des statistiques, la localité compte une population de 5 606 habitants en 2017.